# Audencia Business School
Audencia Business School es una escuela de negocios internacional y una de las Grandes Écoles en Francia. Es une de la más antigua escuela de negocio en el mundo, establecida en 1900. Posee campus propios en París, Nantes y Beijing.
Es considerada como una de las 10 mejores escuelas de negocios en Francia. En 2015, su principal programa, el Master in Management, fue clasificado como el número 24 del mundo según el Financial Times.
Sus programas cuentan con la triple acreditación internacional de EQUIS, AACSB y AMBA. La escuela cuenta con numerosos alumnos notables en el campo de los negocios y la política, incluyendo varios CEOs.
La escuela, con una red de 30.000 antiguos alumnos en 75 países y un claustro de profesores internacional y plurilingüe, recibe anualmente a alrededor de 3.000 estudiantes procedentes de 100 nacionaldades. 
La escuela es el socio École nationale de l'aviation civile para un doble grado de ingeniería / gerente.